# Tysta generationen
| Den tysta generationen |
| --- |
| En grupp av barn från brittiska Kent 1940, evakuerade till Reading och bärandes sina gasmasker. - Betydelse – kulturell generation - Definition – födda 1928–1945 - Miljö – var barn under andra världskriget och dess upptakt, formades senare av kalla kriget - Föregicks av – krigsgenerationen - Efterträddes av – babyboomgenerationen |

Den tysta generationen (engelska: silent generation), är en generation av människor födda mellan 1928 och 1945. Begreppet myntades i USA och är vanligt inom västerländsk kontext, där dessa personer fötts och växt upp under 1930-talets politiska oro och därefter under andra världskriget. Därefter formades de av kalla kriget och dess samhällsanda. Personer ur denna generation har ansetts ha starkt förtroende för auktoriteter samt vara flitiga och lojala samhällsbyggare. Generationen föregicks av krigsgenerationen och efterträddes i sin tur av babyboomgenerationen.

## Namn och definition
Begreppet myntades i USA 1951. Det syftar på den tystnadskultur som förknippades med denna generation, formad som den då blivit av den allmänna samhällsandan under kalla kriget. Detta var en tid av återuppbyggnad av samhället, parallellt med de politiska spänningarna under den globala maktkampen mellan öst och väst.
Denna generation anses både ha varit mindre högljudd och mer nöjd med livet än generationerna som kom efter – inklusive den efterföljande babyboomgenerationen. Kännetecken som ofta förknippas med medlemmar av denna generation är högt förtroende för auktoriteter, hög arbetsmoral och lojalitet med lagar och regler. Män ur den här generationen sägs ha svårt att uttrycka känslor.
Begreppet är relativt vanligt inom samhällsvetenskaplig forskning i USA, där man använt den även inom medier och marknadsföring. Däremot har fenomenet fått mindre genomslag i Sverige, som stod utanför andra världskriget och under kalla kriget tillhörde den alliansfria rörelsen.